# Droga krajowa B489 (Niemcy)
Droga krajowa 489 (niem. Bundesstraße 489) – niemiecka droga krajowa przebiegająca na osi północ-południe i jest połączeniem drogi B257 w Hungen z drogą B455 w Utphe w Hesji.
Droga, jest oznakowana jako B489 od lat 60. XX w.